# Famiglia Paolina

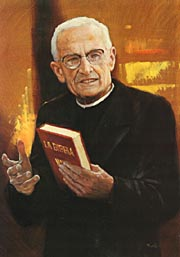
Giacomo Alberione, fondatore

La Famiglia Paolina è composta da dieci istituzioni religiose cattoliche, tra le quali cinque congregazioni (la Società San Paolo, le Figlie di San Paolo, le Pie discepole del Divin Maestro, le Suore di Gesù Buon Pastore e le Suore della Regina degli Apostoli per le vocazioni), quattro istituzioni (le Annunziatine, i Gabriellini, Gesù Sacerdote, la Santa Famiglia) ed un'associazione di Cooperatori.
Il suo fondatore è il beato Giacomo Alberione (1884-1971), sacerdote piemontese.

## Spiritualità
La spiritualità della Famiglia Paolina ruota intorno a Gesù Cristo Divino Maestro Via, Verità e Vita. I membri inoltre venerano la Beata Vergine Maria con il titolo di Regina degli Apostoli. Fonte di ispirazione è l'apostolo San Paolo.

## Un carisma multiforme
Il carisma della Famiglia è multiforme e compartecipato. Tutti partecipano ad un unico carisma ma vissuto nello specifico della propria chiamata.

## Le Congregazioni

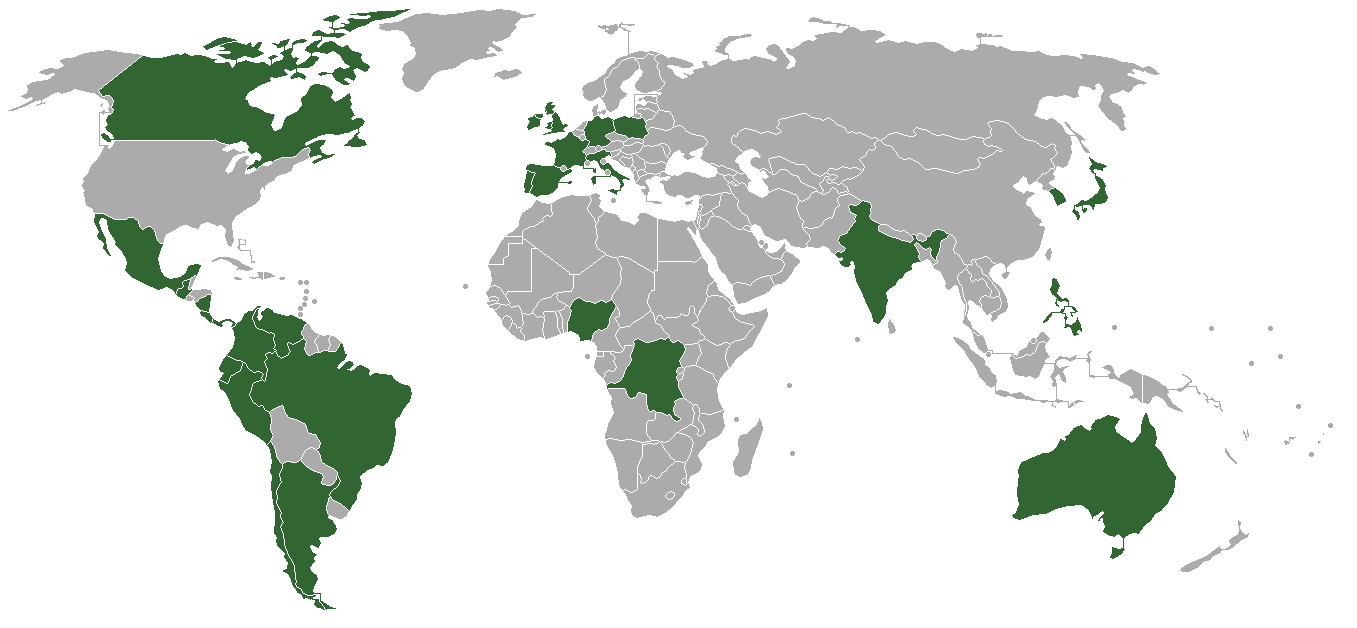
Diffusione dei paolisti nel mondo

La Società San Paolo è una congregazione clericale di vita apostolica: essa ha come fine l'evangelizzazione degli uomini attraverso l'attuale cultura della comunicazione. La Società San Paolo è "altrice" (= madre che genera) di tutta la Famiglia Paolina poiché il Superiore Generale della Società San Paolo è riconosciuto quale legittimo successore del Fondatore. I membri della Società San Paolo, soprattutto sacerdoti, hanno quindi una responsabilità morale nei confronti di tutte le componenti della Famiglia Paolina. I paolini sono noti per le loro opere apostoliche come le Edizioni San Paolo, i periodici quali Famiglia Cristiana, Jesus, Il Giornalino.
Le Figlie di San Paolo condividono il carisma della Società San Paolo: hanno un'autonoma casa editrice che prende il nome di Paoline.
Le Pie Discepole del Divin Maestro hanno una triplice missione che si incentra nell'eucaristia, nella liturgia e nel sacerdozio. Le suore si dedicano in modo particolare affinché risplenda nella Chiesa la bellezza del Cristo attraverso la creazione liturgica (canti, paramenti liturgici, patene, iconografia ecc.), sono vicine ai ministri ordinati (vescovi, presbiteri e diaconi) e adorano il Cristo presente sacramentalmente nel mistero eucaristico intercedendo soprattutto per gli operatori nel mondo della comunicazione.
Le Suore di Gesù Buon Pastore affiancano i parroci nell'attività pastorale compiendo opere di istruzione, formazione e di santificazione.
Le Suore della Regina degli Apostoli per le vocazioni si dedicano ad accompagnare i giovani nel discernimento vocazionale.

## Istituzioni
- Annunziatine: è un istituto per donne consacrate che vivono la spiritualità paolina rimanendo nel mondo.

- Gabriellini: è un istituto di uomini consacrati che vivono la spiritualità paolina rimanendo nel mondo.

- Gesù Sacerdote: si tratta di sacerdoti diocesani, che «mediante la professione dei Consigli evangelici si impegnano a una imitazione sempre più perfetta dell'Eterno Sacerdote Gesù Cristo» (Paolo VI). Fanno parte dell'Istituto Vescovi e sacerdoti del clero secolare che sentono vivo il bisogno di vivere la stessa spiritualità della Famiglia Paolina, con la quale condividono tutte le ricchezze spirituali. Essi cercano di fare sintesi tra ministero e impegno di santificazione vivendo una profonda fraternità.

- Santa Famiglia: è "un istituto di vita secolare consacrata" per coniugi, che si propone come fine la santità della vita matrimoniale e come missione specifica.

## Associazione
Cooperatori: sono laici che condividono la missione della Famiglia Paolina. Si tratta di una specie di terz'ordine.

## Nuove realtà
Soprattutto dopo la beatificazione di don Giacomo Alberione (2003) sono nate altre realtà che si ispirano al carisma alberioniano anche se non fanno parte della Famiglia Paolina. Tre le quali le Ancillae Domini (vergini consacrate) e la Fraternità di Gesù Divino Maestro.